# Metaalwarenfabriek Den Haan Rotterdam B.V.

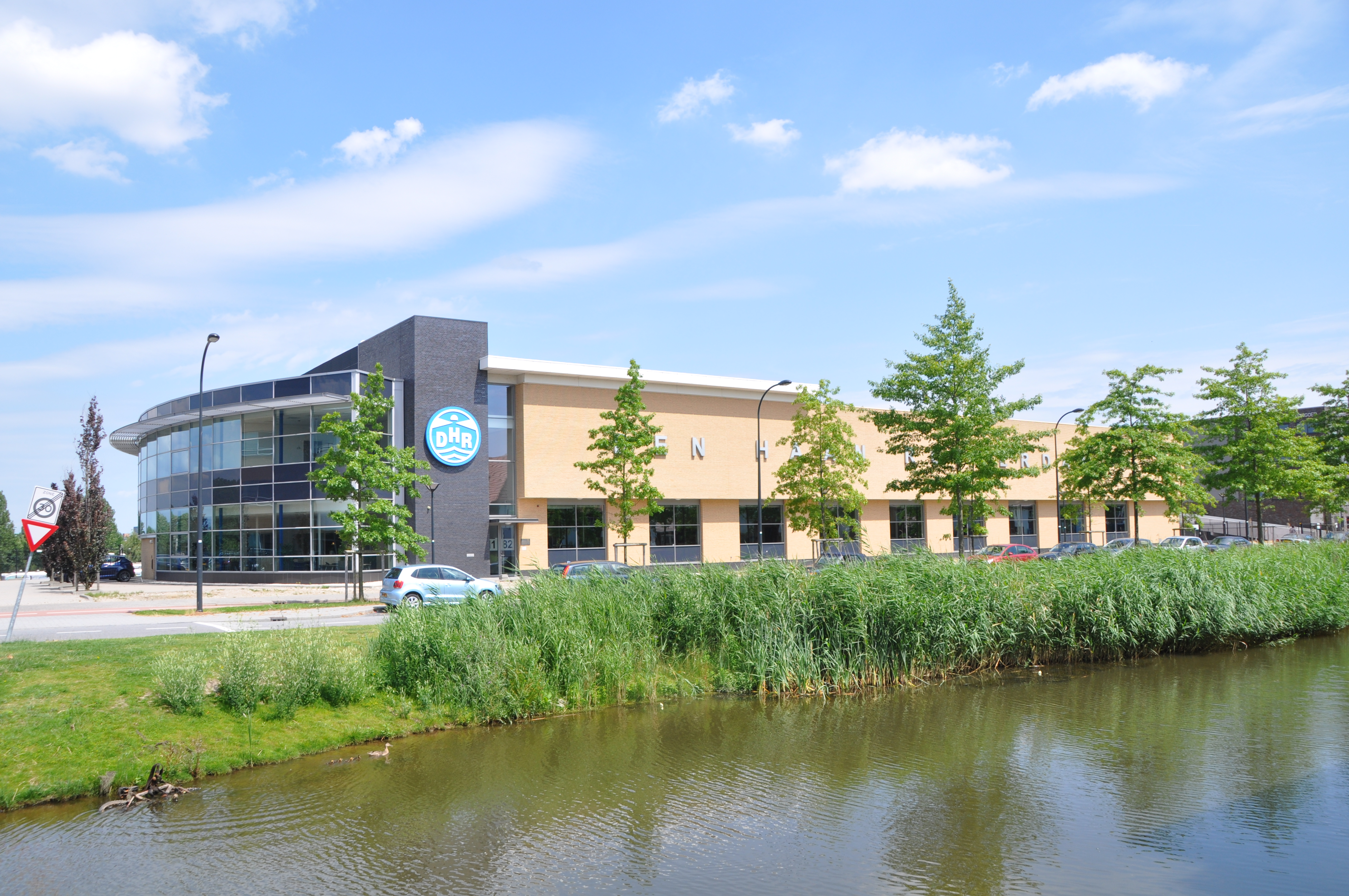
De fabriek in Capelle aan den IJssel

Metaalwarenfabriek Den Haan Rotterdam B.V. is een fabriek met een geschiedenis in Rotterdam. Op 7 augustus 1922 werd het bedrijf door Marinus den Haan als blikslagerij ingeschreven in het handelsregister. Heden ten dage is het bedrijf nog steeds fabrikant van navigatieverlichting, zoeklichten en luchthoorns voor de scheepvaart. Ook worden er nog vanaf de start klassieke messing olielampen gemaakt. Vanaf 2012 werkt ook de vierde generatie van de familie in het bedrijf.
Navigatielichten, evenals de lantaarnhuizen en toebehoren, dragen het keurmerk, dat in de Richtlijn nummer 96/98/EG van de Raad van de Europese Unie van 20 december 1996, inzake uitrusting van zeeschepen, gewijzigd door Richtlijn 2008/67/EG van de Commissie van de Europese Unie van 30 juni 2008, is voorgeschreven of voldoen aan de eisen van Richtlijn nummer 2006/87/EG van het Europees Parlement en van de Raad van 12 december 2006, tot vaststelling van de technische voorschriften voor binnenschepen en tot intrekking van Richtlijn nummer 82/714/EEG van de Raad.
Het bijzondere aan de fabriek is, dat deze in feite maar voor een kleine markt produceert en toch wist te overleven. De markt is de wereldwijde zeevaart en binnenvaart. Wereldwijd moet het met enkele producenten concurreren, in Europa nog met twee andere. Het gaat daarbij om producten, waarbij een certificaat moet worden geleverd dat ze aan de vereiste maritieme standaarden voldoen. Het probleem dat zich daarbij voordoet is het feit dat er landen zijn waar het volstaat het product na te maken en de certificaten te kopiëren (Verre Oosten).
Het bedrijf is lid van de Koninklijke Metaalunie en Scheepsbouw Nederland. Het importeert halffabricaten uit de wijde wereld. De producten met het logo "DHR" worden naar alle landen ter wereld geëxporteerd.

## Geschiedenis
Marinus nam twee knechten aan en kreeg voldoende wind in de zeilen zodat het lukte om ondanks de wereldcrisis het hoofd boven water te houden. Het team werd in 1936 versterkt met zijn zoon Marinus Jr. Het aantal werknemers steeg tot 16 man. Na het bombardement op 14 mei 1940 werd een bescheiden onderkomen gevonden aan de Westzeedijk, waar de oorlogsjaren werden doorgebracht. De meeste werknemers werden door de bezetter afgevoerd naar Duitsland. Slechts twee oudere werknemers hebben zich bezig kunnen houden met het fabriceren van kleine olielampjes, broodblikken en bakoventjes. De oprichter overleed in 1947, zoon Marinus Jr. nam het roer over, nog in hetzelfde jaar samen met zijn broer Cees. Deze Marinus Jr. (baas Rienus) overleed op 14 april 2015.
Begin jaren vijftig werd de productie gemechaniseerd en ontstond ook het idee om scheepsverlichting voor decoratieve doeleinden te produceren. De vraag naar scheepsverlichting bleef stijgen en ook de exportmarkt werd ontdekt. Kwamen de eerste opdrachten uit Europa, al spoedig toonde ook de USA en Canada belangstelling. De vraag naar 'nautische decoratieve verlichting' was inmiddels zo gestegen, dat de omzetverhouding tussen navigatie- en decoratieve verlichting op 50-50% kwam te liggen. (Deze decoratieve verlichting is in 2009 het grootste slachtoffer van de recessie geworden.)
In 1970 werden er nieuwe regels en richtlijnen uitgewerkt voor onder andere navigatielichten. De zichtbaarheidsgrens werd verhoogd, de constructie van de gloeilampen nauwkeurig omschreven. Overeengekomen werd, dat wereldwijd alle zeegaande vaartuigen na 1976 en de binnenvaart na 1984 de nieuwe navigatieverlichting moesten tonen. De fabriek besloot in plaats van het gebruik van metaal, over te gaan op kunststof. Er werden drie typen lantaarns op de markt gebracht: voor de zeevaart, binnenvaart en watersport. Aan de vraag naar nieuwe verlichting was nauwelijks te voldoen, ondanks een bezetting van ruim 60 man. Tevens bood zich een nieuw afzetgebied aan: het Midden en Verre Oosten, waaronder Singapore, Hongkong, Taiwan en Zuid-Korea.
Na uitgebreide proefnemingen door de overheid werden de lantaarns van de fabriek geaccepteerd en dwingend voorgeschreven voor alle vaartuigen van de overheid. Enige tijd later was men in staat om een eigen ontwerp aan te bieden om de onderzeeboten van navigatieverlichting te voorzien. Ook enkele buitenlandse overheden kozen voor deze verlichting voor haar onderzeeboten.
In 1987 werden de zonen (3e generatie) van Marinus en Cees, Mario en Clifford, benoemd tot directeur. Beiden waren reeds vele jaren in het bedrijf werkzaam.
Begin 1993 nam Mario den Haan alle aandelen van de holding en beheersmaatschappij over van zijn vader en oom, Marinus en Cees, en werd daarmee 100% eigenaar van het familiebedrijf. In 1995/96 werd met behulp van een kwaliteitszorgsysteem het eerste EN ISO 9002 certificaat behaald, dat op 12 juni 1996 werd uitgereikt.

## Research & development

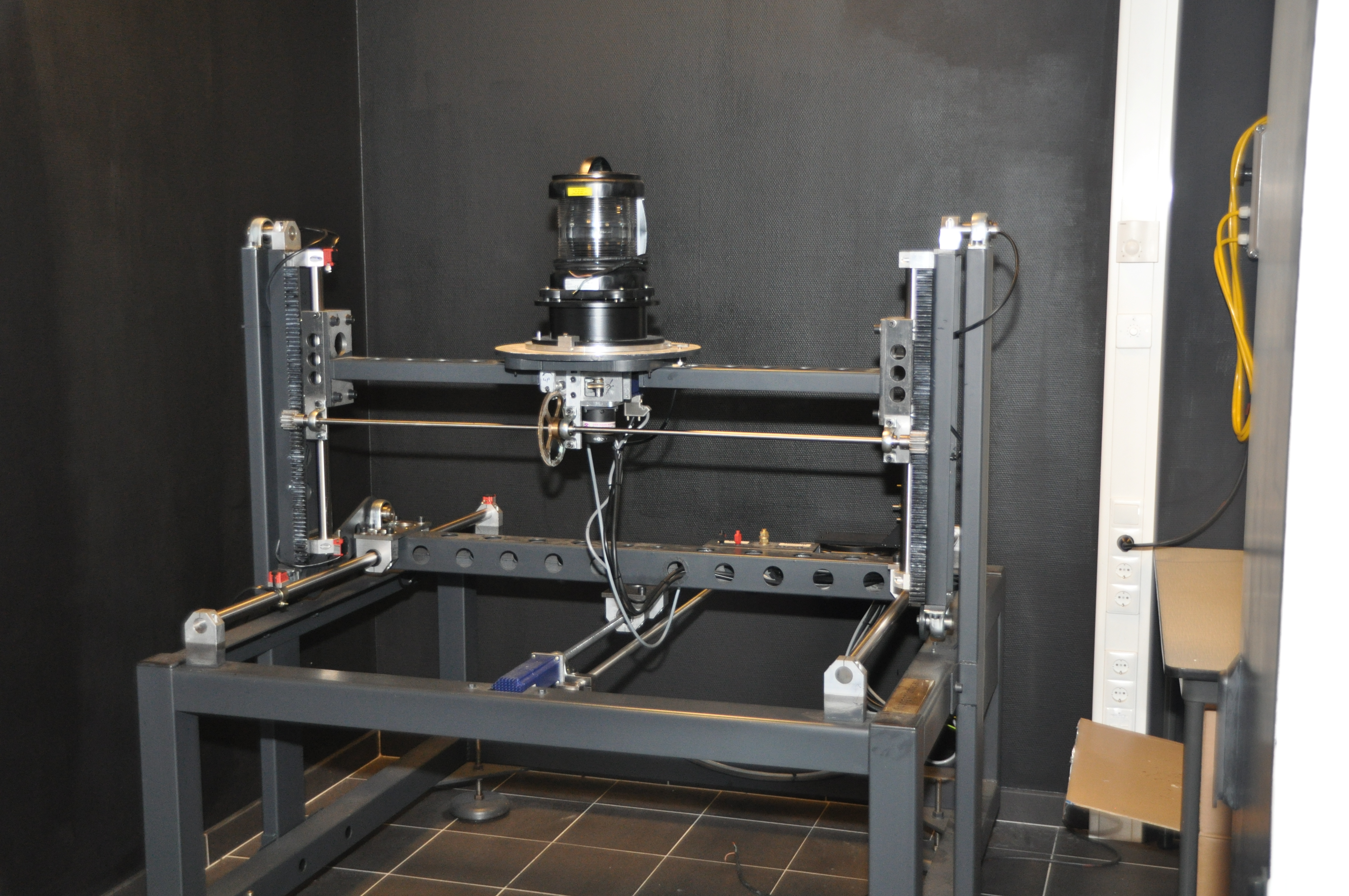
Testopstelling armaturen

De filiaalinrichting van het KNMI te Rotterdam, het instituut dat nautische verlichting, kompassen en instrumenten keurde en certificeerde, werd in 1988 gesloten. Dit betekende dat alle lantaarns in de toekomst in eigen huis moesten worden getest en van certificaten worden voorzien. Voor dit doel werd een ruimte ingericht met de benodigde lichttechnische meetapparatuur, die op aanwijzing van de overheid werd aangekocht. Een regelmatige controle door de Inspectie Leefomgeving en Transport, werd in het vooruitzicht gesteld.
Na het in gebruik nemen van de keuringskamer, werd deze ruimte eveneens gebruikt voor het beproeven van nieuwe producten. Na 1992 werd deze afdeling ook voor "research en development" ingericht. Dit resulteerde onder andere in de ontwikkeling van een nieuw zoeklicht voor de binnenvaart. Mede dankzij uitgebreide werktekeningen en rapporten van erkende instituten als KEMA en TNO werden snel de goedkeuringen van buitenlandse keuringsintstanties verkregen.
Na 1½ jaar onderzoek werd de "BURTONE"-scheepshoorn wederom op de markt gebracht. Een T.N.O.–testrapport bevestigde dat de hoorns zelfs voldeden aan de strenge Duitse normen. Ook het gehele assortiment ZEEKRO-zoeklichten werd onder handen genomen, de gehele constructie werd vernieuwd om te kunnen voldoen aan de CE-richtlijnen.
In 2009 werd de geluidsarme testruimte voor luchthoorns verbeterd in verband met klachten uit de directe omgeving.
In 2010 werden nieuwe producten – Signaallamp m/LED, nieuw motorhuis voor op afstand bedienbare zoeklichten.
In 2012 werd de ontwikkeling in gang gezet voor een binnenvaart navigatielantaarn met LED-technologie.

## Overnames
- - 1979 werd de laatste binnenlandse collega, P.J. van den Bosch, overgenomen. Het bedrijf heeft nog enige tijd doorgedraaid onder haar eigen naam tot in 1983.
- - 1992 werd met de Duitse firma Brökelmann (BJB) over overname van de 20" Ideal - petroleumbrander onderhandeld. Genoemde firma, sinds 1884 producent van deze petroleumbrander, had besloten tot het stopzetten van de productie.
- - 1993 werd de productie van de "BURTONE"-scheepshoorns overgenomen.
- - 1999 werden de activiteiten van de firma ZEEKRO overgenomen, een ruim 50 jaar gevestigde producent van schijnwerpers.

## Vestigingen

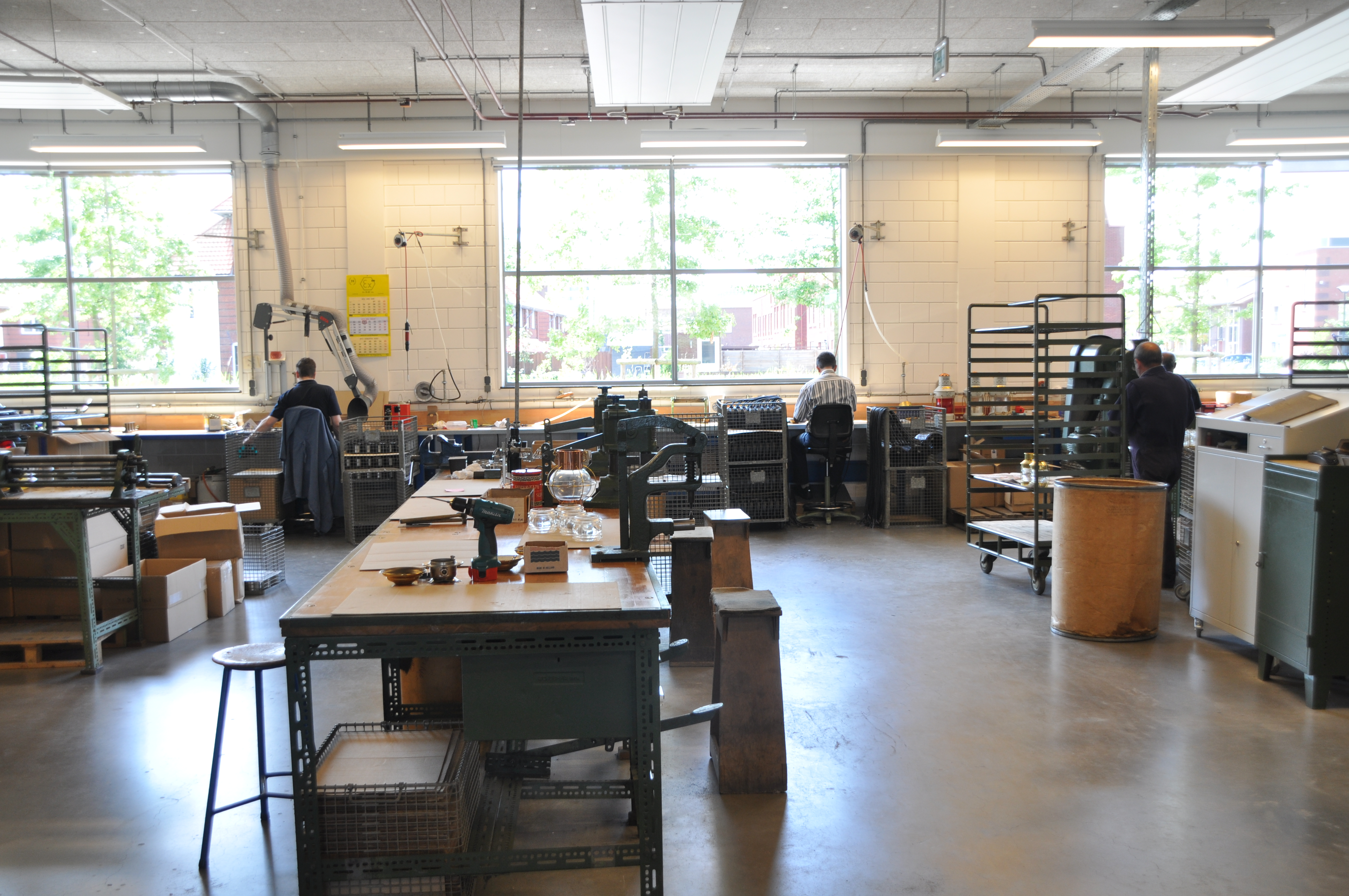
De huidige werkplaats

- Oorspronkelijk gevestigd aan de Zalmhaven in Rotterdam, met een werkplaats met een oppervlakte van 65 m²
- Op 14 mei 1940 werd het bedrijf en woonhuis getroffen door het bombardement op Rotterdam, beide gebouwen gingen volledig in vlammen op. Binnen twee dagen werd een bescheiden onderkomen gevonden aan de Westzeedijk, waar de oorlogsjaren werden doorgebracht.
- Begin jaren vijftig werd aan de Hoornbrekerstraat een pand van 450 m² betrokken, dat binnen drie jaar al te klein bleek te zijn. In de directe omgeving werd een soortgelijk onderkomen gevonden waar de gereedschapmakerij en perserij konden worden ondergebracht.
- In 1962 werd een nieuw fabriekspand gebouwd aan de Wijnhaven met een totaal vloeroppervlakte van 3.150 m².
- In 1983 kwam een belendend perceel van 1.000 m² vrij. Hierin werd, naast de perserij, tevens de gereedschapsmakerij en uitgaande goederen ondergebracht.
- Voor het huidige bedrijfspand moest worden uitgeweken naar Capelle aan den IJssel en werd de eerste paal geslagen in februari 2007, vanaf januari 2008 kon er worden verhuisd naar de nieuwe vestiging van 5.000 m² productie, magazijn en kantoorfaciliteiten.